# Marcos Rogério
Marcos Rogério da Silva Brito (Ji-Paraná, 7 de julio de 1978) es un periodista, locutor y político brasileño, afiliado al Partido Liberal (PL). Actualmente es senador de la República por el estado de Rondônia .
Fue relator del proceso de acusación del entonces presidente de la Cámara de Diputados, Eduardo Cunha, en el Consejo de Ética y Decoro Parlamentario.
Es cristiano evangélico, siendo miembro de la Iglesia Evangélica Asamblea de Dios. En 2018, fue electo senador por Rondônia con 324.939 votos, equivalente al 24,06% de los votos válidos.

## Biografía
Hijo de campesinos, trabajó en medios de comunicación durante más de 12 años. Fue locutor de radio en Rádio Alvorada (2001-2008); Director de Comunicaciones del Municipio de Ji-Paraná (2003-2004); reportero de TV Rondônia, afiliado a la Rede Globo (2003-2005) y coordinador de Periodismo del Sistema de Comunicación Gurgacz (SGC)/Rede TV Rondônia (2005-2009). Es licenciado en derecho por la Universidad Luterana de Brasil (CEULJI/ULBRA) y tiene una maestría en Administración Pública por el IDP.
Su carrera política comenzó en 2009, cuando fue electo concejal en Ji-Paraná . En 2011 fue elegido y egresado diputado federal, habiendo sido reelegido en 2015. En 2018 es elegido el senador más votado, con 324.939 votos.
Fue presidente del Comité de Infraestructura del Senado en el bienio (2019/2020). Actualmente forma parte de la Comisión de Investigación Parlamentaria (CPI) que investiga al Gobierno Federal, así como el uso de recursos federales por parte de Estados y Municipios. 
En la Cámara de Diputados, fue miembro de la Comisión de Constitución, Justicia y Ciudadanía ; de la Comisión de Derechos Humanos y Minorías (CDHM), y suplente de la Comisión Mixta de Presupuesto (CMO) y de la Comisión de Legislación Participativa (CLP) y también fue vicepresidenta del PDT en la Cámara.
Fue elegido diputado federal en 2014, para la 55° legislatura (2015-2019), por el DEM . Votó a favor del proceso de destitución de Dilma Rousseff . Durante el gobierno de Michel Temer, votó a favor del Techo del Gasto Público PEC . En abril de 2017 se mostró a favor de la Reforma Laboral . En agosto de 2017 votó a favor del proceso que pedía la apertura de una investigación por parte del entonces presidente Michel Temer .